# الزهيرية
الزهيرية هو مركزٌ سعوديٌ تابعٌ لمحافظة أبانات التابعة لمنطقة القصيم، في المملكة العربية السعودية. المركز من الفئة (ب)، ورمزه 1825 حسب دليل الترميز الموحد للمناطق الإدارية بالمملكة العربية السعودية.
أصبح المركز تابعاً لمحافظة أبانات وذلك في نوفمبر 2023م الموافق لشهر ربيع الآخر لعام 1445هـ؛ بعد أن كان تابعاً لمحافظة النبهانية.

## التاريخ
هي إحدى الهجر في منطقة القصيم وتقع في الجهة الغربية من منطقة القصيم وتبعد عن محافظة الرس 70 كلم تقريباً باتجاه الغرب بجوار وادي الرمة وتتبع لمحافظة النبهانية وقد أعطيت من الملك عبد العزيز آل سعود عام 1345هـ للشيخ عقيل بن مدله الزهيري البدراني وقد توافد على رئاستها بعد عقيل الزهيري كلاً من: حمد بن مدله الزهيري ومن ثم ملبس بن صنهات الزهيري ومن ثم الحميدي بن ملبس الزهيري وكانت تسمى سابقاً باسم فيضة الزهيري ومن ثم تم تغيير مسماها للزهيرية نسبة للشيخ «عقيل الزهيري» ويسكنها الزهرة والعياضات وبعض الإفخاذ الأخرى من البدارين.

## السكان
ويبلغ عدد سكان الزهيرية 3.000 نسمة.

## الموقع الجغرافي
تقع غرب منطقة القصيم وتبعد عن بريدة 156 كم وعن الرس 70 كم.